# Списак места Светске баштине у Аргентини
Организација Уједињених нација за образовање, науку и културу (УНЕСKО) означава места Светске баштине од изузетне универзалне вредности за културну или природну баштину која су номиноване од стране земаља потписница Конвенције о Светској баштини УНЕСКО-а, установљене 1972. године. Културно наслеђе се састоји од споменика (као што су архитектонска дела, монументалне скулптуре или натписи), групе зграда и локалитета (укључујући археолошка налазишта). Природне карактеристике (које се састоје од физичких и биолошких формација), геолошке и физиографске формације (укључујући станишта угрожених врста животиња и биљака) и природни локалитети који су важни са становишта науке, очувања или природне лепоте, дефинишу се као природне наслеђе. Аргентина је прихватила Конвенцију о светској баштини УНЕСКО-а 23. августа 1978. године, чиме су њена историјска места постала подобна за укључивање на листу.
У Аргентини се налази 12 локалитета који су уписани на Листу светске баштине, а још осам се налази на привременој листи. Први локалитет који је уписан био је Национални парк Лос Гласијарес на 5. седници Комитета за светску баштину, одржаној у Сиднеју, у Аустралија, октобра 1981. године. Најновији локалитет који је уписан био је Музеј ЕСМА, 2023. године. Пет локалитета у Аргентини је уписано због својих природних својстава, а шест због културних својстава. Три локалитета су делена са другим земљама: мисије Језуитâ се деле са Бразилом, локалитети инка система путева се деле са пет земаља, а дела Ле Корбизја са шест земаља.

## Локалитети
УНЕСКО наводи локалитете под десет критеријума; сваки унос мора да испуњава бар један од критеријума. Критеријуми од I до VI су културни, а од VII до X су природни.
| Име места | Фотографија                                                             | Локација (провинција) | Година уписа | Подаци УНЕСКО-а                 | Опис |
| --- | ----------------------------------------------------------------------- | --------------------- | ------------ | ------------------------------- | --- |
| Национални парк Лос Гласијарес | Perito Moreno Glacier entering the lake                                 | Санта Круз            | 1981.        | 145; vii, viii (природа)        | Облици рељефа у националном парку показују како су наизменични процеси ширења и повлачења леда током периода квартар обликовали овај предео. Највећа ледена капа у Јужној Америци обухвата бројне велике глечере који се уливају у глечерска језера. Најпознатији глечер је Перито Морено (на фотографији), који испушта ледене брегове у језеро Аргентино. |
| Језуитске мисије Гуаранија: Сан Игнацио Мини, Санта Ана, Нуестра Сенора де Лорето и Санта Мариа Маиор (Аргентина), рушевине Сао Мигуел дас Мисоес | San Ignacio Miní ruins                                                  | Мисионес              | 1984.        | 275bis; iv (култура)            | У XVII и XVIII веку, исусовци су изградили неколико мисија за народ Гварани. Остаци пет мисија налазе се на овој листи Светске баштине. Мисија у Бразилу је самостално увршћена 1983. године, док су четири мисије у Аргентини додате 1984. године. Мисије се разликују по распореду и стању очуваности. Обично укључују остатке цркава и манастира, плантаже и темеље домова домородачког становништва. На фотографији је Сан Игнасио Мини. |
| Национални парк Игвас | Iguazu Falls                                                            | Мисионес              | 1984         | 303; vii, x (природа)           | Национални парк је усредсређен око импозантних водопада Игуазу (на фотографији), који обухвата преко 2.700 m и са вертикалним падом од 80 m. Настали су тако што је река Игуазу падала преко базалтних каскада које означавају границу између Аргентине и Бразила. Околно подручје обухвата суптропску прашуму Паранесе, део Атлантске шуме. Шума је богата биодиверзитетом, са преко 2.000 врста васкуларних биљака и великих животиња као што су тапир, џиновски мравојед, дрекав, оцелот, јагуар и кајман. На бразилској страни, Национални парк Игуасу је 1986. године уврштен као посебан локалитет Светске баштине. |
| Пећина руку, река Пинтурас | Hands painted on a wall                                                 | Санта Круз            | 1999.        | 936; iii (култура)              | Пећина Cueva de las Manos, што у преводу значи „пећина руку“, у долини реке Пинтурас, садржи изузетну збирку праисторијске пећинске уметности коју су створиле заједнице ловаца-сакупљача. Поред бројних отисака људских руку, приказани су и људи, биљке, сцене лова и животиње, нарочито гуанако, који и данас живи у том региону. Најстарија уметност у пећини датира из 8. миленијума пре нове ере, док су најмлађи трагови насељености на локалитету датирани око 700. године нове ере. |
| Полуострво Валдес | A group of South American sea lions on the beach                        | Чубут                 | 1999.        | 937; x (природа)                | Полуострво, које се протеже од Патагоније у Атлантски океан, карактеришу стеновите литице, лагуне, плитке заливе, дине, муљевити приобални појасеви, мала острва и мочваре, од којих су неки под заштитом Рамсарске конвенције. Ово подручје је од изузетног значаја за очување морских сисара. Представља мрестилиште за јужног глатког кита, а напори на очувању допринели су опоравку ове некада интензивно ловљене врсте. На полуострву се налазе и колоније јужног морског слона и јужноамеричког морског лава (на фотографији).                                                                                     |
| Природни паркови Исчигуаласто / Талампаја | Badlands landscape in Ischigualasto                                     | Сан Хуан, Риоха       | 2000.        | 966; viii (природа)             | Ова два природна парка садрже шест геолошких формација које обухватају читав тријаски период (од пре 245 до 208 милиона година). Фосилни записи документују комплетан низ животињског и биљног живота током отприлике 50 милиона година. Међу значајним налазима су рани диносауруси, попут Еораптора, као и рептили, водоземци, преци сисара и рибе. Такође је идентификовано најмање 100 врста биљака. Ово подручје пружа јединствен увид у живот током тријаског периода и омогућава научницима да боље разумеју еволуцију живота на Земљи.                                                                            |
| Језуитски блок и естансије у Кордоби | A church at the Alta Gracia Estancia                                    | Кордоба               | 2000         | 995; ii, iv (култура)           | Током око 150 година у XVII и XVIII веку, исусовци су водили низ насеља са фокусом на мисионарски и просветни рад. Језуитски блок у граду Кордоби, некадашњој престоници језуитске провинције, садржи цркву, стамбене зграде и зграде Националног универзитета Кордоба. Сваки од пет естанција (ранчева) у региону садржао је цркву, стамбене зграде, радне просторе, водовод, фарме и земљиште за стоку. Они илуструју фузију европског барока и маниристичких стилова са културама домородачких народа и афричких радника робова. На слици је Алта Грациа.                                                              |
| Кебрада де Умахуака | Arid landscape with cacti                                               | Хухуј                 | 2003.        | 1116; ii, iv, v (култура)       | Куебрада де Хумахуаца је клисура коју је створила река Рио Гранде. Почиње на хладној пустињској висоравни у Високим Андима и завршава се око 150 km јужно, у равницама. Током протеклих 10 миленијума, долину су различити народи користили као трговачки пут, као најважнију везу између планина и равница. Материјални остаци су показали да су долину користиле заједнице ловаца-сакупљача и рани фармери, градови и села пре Инка (15. до 16. век) као и шпанска и републичка насеља. |
| Капак Њан, Андски путни систем | Paved path in the mountains                                             | неколико провинција   | 2014.        | 1459; ii, iii, iv, vi (култура) | Кхапак Нан је опсежан систем путева који су користили пре-инкански и инкански народи, који се протеже преко 30.000 км преко Анда. Путеви повезују високе планинске врхове са прашумама, обалама, долинама и пустињама. Овај систем путева представљао је животну линију Инкског царства, омогућавајући транспорт и размену роба, као и кретање гласника, путника, па чак и војски. Локалитет обухвата 273 компоненте које садрже структуре као што су путеви, мостови, канали и друга инфраструктура која је подржавала целокупни систем. Локалитет се дели са Боливијом, Чилеом, Колумбијом, Еквадором и Перуом.         |
| Архитектонски рад Ле Корбизјеа, изузетан допринос модерном покрету                                                                                | Curutchet House, a modernist building in several stories                | Буенос Ајрес          | 2016.        | 1321rev; i, ii, vi (култура)    | Овај транснационални локалитет (подељен са Белгијом, Француском, Немачком, Швајцарском, Индијом и Јапаном) обухвата 17 радова француско-швајцарског архитекте Ле Корбизјеа. Ле Корбизје је био важан представник Модернистичког покрета, који је увео нове архитектонске технике како би задовољио потребе друштва које се мењало. Кућа Куручет (на фотографији) налази се на листи у Аргентини. |
| Национални парк Лос Алерцес | Mountain lake surrounded by trees                                       | Чубут                 | 2017.        | 1526; vii, x (природа)          | Национални парк обухвата углавном недиране делове континуиране Патагонијске шуме. Ово је један од пет врста умерених шума на свету и под утицајем је Валдивијских умерених шума. Парк је добио своје име по дрвету алерце, врсти четинарке која је ендемска за Јужну Америку и може достићи велики узраст. Парк је такође познат по својој природној лепоти, посебно у околини језера Менендез. |
| Музеј ESMA и Локација сећања – бивши тајни центар за затварање, мучење и истребљење                                                               | White building with the inscription Navy school of mechanics in Spanish | град Буенос Ајрес     | 2023.        | 1681; vi (култура)              | Током војне диктатуре између 1976. и 1983. године, зграда Школе морнарице за механику (ESMA) служила је као тајни центар за затварање, мучење и истребљење. Више од 5000 мушкараца и жена било је затворено, мучено и убијено од стране морнарице. Труднице су биле остављене у животу док нису родиле, а бебе су крадене. Године 2015. зграда је поново отворена као музеј. Потрага за украденим бебама допринела је развоју генетских тестова за идентификацију деда и баба. |

## Тентативна листа
Поред локалитета уписаних на Листу светске баштине, државе чланице могу да одржавају листу пробних локација које могу да размотре за номинацију. Номинације за Листу светске баштине се прихватају само ако је локација претходно била наведена на тентативној листи. Аргентина има осам добара на својој прелиминарној листи.
| Име места                                                                          | Фотографија                                                | Локација (провинција)     | Година уписа | Подаци УНЕСКО-а                 | Опис |
| ---------------------------------------------------------------------------------- | ---------------------------------------------------------- | ------------------------- | ------------ | ------------------------------- | --- |
| Ваље Калчаки                                                                       | Barren mountains and plants in the valley                  | Катамарка, Салта, Тукуман | 2001.        | ii, iii, iv, v, vi (култура)    | Долина је насељена већ 12.000 година, прво од стране ловаца-сакупљача, а затим од заједница које су се бавиле пољопривредом и металургијом. Између VII и IX века била је под утицајем културе Тиванаку из Перуа, а средином XV века под утицајем Инка. Од XVI века шпански колонизатори су потиснули домородачке традиције и наметнули нову културу и пољопривредне праксе. Подручје је такође значајно са геолошке тачке гледишта, јер стене садрже фосиле из периода креде. |
| Национални парк Сијера де лас Кихадас                                              | View of the desertic sierras                               | Сан Луис                  | 2005.        | vii, viii, ix (природа)         | Геолошке формације у парку датирају из јурског и кредног периода. Формација Ларгарцито представља палеосредину слатководног језера старог 100 милиона година. На овом локалитету откривени су бројни фосили, укључујући остатке птеросаура, отиске стопала који су вероватно припадали диносаурусима или крокодилима, као и отиске неких од најранијих цветних биљака. Данас се ово подручје налази на раскршћу биогеографских провинција Чако и Монте, где се густе и бујне шуме сусрећу са ниским и ретким ксерофитним шумама.                                                                         |
| Ла Пајунија, Вулканска поља Љанканело и Пајуњ Матру                                | A volcanic cone in a barren landscape                      | Мендоза                   | 2011.        | vii, viii (природа)             | Овај локалитет обухвата вулканска поља која су геолошки изузетно млада, с обзиром на то да су последње ерупције догодиле пре мање од 10.000 година. Због тога формације настале вулканизмом показују само малу ерозију. Постоји више од сто базалтних купа, као и токова лаве и два велика вулканска конуса, Пајун Матру (на фотографији) и Пајун Лисо. Ендореично басен језера Љанканело представља важно станиште за водене птице и заштићен је као Рамсар подручје. |
| Геолошка, палеонтолошка и археолошка провинцијска резерват Пеуен Ко – Монте Ермосо | Rocky coast                                                | Буенос Ајрес              | 2014.        | iii, v, vi, viii, ix (мешовито) | Хиљаде очуваних отисака стопала пронађених на овом локалитету пружају увид у животе ловаца-сакупљача у приобалном окружењу. Фосили пронађени у региону припадају врстама које су насељавале ово подручје пре и после Великог америчког размене. Посебно су добро заступљени фосили копнених лењиваца. Када је Чарлс Дарвин посетио ово место 1832. године, пронашао је фосиле изумрлих сисара; и то је утицало на његов рад на теорији еволуције. |
| Моисес Виље                                                                        | School of Moisés Ville with Spanish and Hebrew inscription | Санта Фе                  | 2015.        | ii, iii, vi (култура)           | Моисес Виље је један од градова основаних крајем XIX и почетком XX века од стране руских Јевреја који су бежали од погрома и прогона. Урбанистички распоред града представља спој шетла, јеврејског насеља у источној Европи, и мрежастог стила типичног за Латинску Америку. Како су многи шетли у Европи уништени током ратова, Моисес Виље представља репрезентативан пример ове заједнице. |
| Град Тигре и његови веслачки клубови                                               | A large building at the river, rowers in boats in front    | Буенос Ајрес              | 2017.        | ii, iii (култура)               | Подручје око града Тигре обилује рекама и потоцима, укључујући реке Тигре, Лујан и Реконквиста. То га је учинило привлачним за водене спортове, посебно веслање. Крајем XIX и почетком XX века британске, француске, белгијске, немачке, швајцарске, скандинавске, италијанске, шпанске и јеврејске заједнице, углавном недавни имигранти у Аргентину, основале су своје веслачке клубове и подигле зграде у еклектичном стилу како би подржале туризам. На фотографији је приказана зграда Веслачког клуба Ла Марина.                                                                                   |
| Пећина руку и повезани локалитети басена реке Пинтурас                             | A river flowing through a canyon                           | Санта Круз                | 2018.        | iii (култура)                   | Ово је предложено проширење за Пећину руку (Cueva de las Manos), која је уписана на Листу светске баштине 1999. године. Неколико локалитета у долини реке Пинтурас (дословно „река слика“, на фотографији) повезано је са заједницама ловаца-сакупљача у региону, а најстарији су стари око 12.000 година. Они обухватају камене заклоне, гробна места и литице са пећинском уметношћу, као што су отисци руку, прикази животиња и сцене лова. |
| Хале радничких скупштина (Аргентина)                                               | Top of a building with large letters CGT                   | Буенос Ајрес              | 2023.        | iii, iv, vi (култура)           | Ова транснационална номинација обухвата зграде у Аустралији, Аргентини и Данској које су повезане са међународним демократским радничким покретом и масовним организовањем радника од 1850. Зграде су специјално грађене да служе као места за састанке и садржале су неколико просторија за скупове, политичке и заједничке догађаје, канцеларије, често кухиње, штампарске пресе и пословне просторе. У Аргентини је номинована зграда Конфедерације генералног рада (Edificio de la Confederación General del Trabajo) у Буенос Ајресу, седиште Генералне конфедерације рада, изграђена 1950. године. |